# Nguyễn Hai Long
Nguyễn Hai Long (Quảng Ninh, 27 de agosto de 2000) es un futbolista vietnamita que juega en la demarcación de centrocampista para el Hanoi T&T FC de la V.League 1.

## Selección nacional
Tras jugar en varias categorías inferiores de la selección, finalmente hizo su debut con la selección absoluta de Vietnam el 9 de enero de 2024 en un encuentro amistoso contra Kirguistán que finalizó con un resultado de 2-1 a favor del combinado kirguís tras los goles de Ayzar Akmatov y Joel Kojo para Kirguistán, y de Trương Tiến Anh para Vietnam.

## Clubes
| Club                  | País    | Año       | Partidos | Goles |
| --------------------- | ------- | --------- | -------- | ----- |
| Quy Nhon Binh Dinh FC | Vietnam | 2020-2021 | 21       | 2     |
| Hanoi T&T FC          | Vietnam | 2022-     | 81       | 13    |